# Acacia synchronicia
Acacia synchronicia — вид квіткових рослин з родини бобових. Ареал: Австралія (Північна територія, Західна Австралія).

## Середовище
Часто зустрічається на алювіальних рівнинах, у западинах, на кам'янистих рівнинах та вздовж водотоків, зростаючи на кам'янистих піщаних, глинистих або суглинистих ґрунтах навколо ділянок вапняку або кварцу.

## Біоморфологічна характеристика
Це розлогий колючий кущ або дерево, що зазвичай виростає до висоти від 1,5 до 4 метрів, але може сягати 6 метрів. Рослина з одним або кількома головними стеблами, що відходять від основи. Сіра кора має поздовжні тріщини біля основи основних стебел і гладша на верхніх гілках, і може бути бронзового до жовтувато-оранжевого або зеленого кольору. Цвіте з серпня по грудень жовтими квітками.